# Ali-Ollie Woodson
Ali-Ollie Woodson (12 de setembro de 1951 - 30 de maio de 2010) foi um cantor, compositor, tecladista e ocasionalmente ator norte-americano. Ele era mais conhecido como vocalista do The Temptations em 1984, e também trabalhou com Aretha Franklin e Bill Pinkney.